# Paul Bates
Paul Bates (New York, 24 december 1958) is een Amerikaanse acteur.
Bates speelde in diverse film- en televisieproducties, waarmee hij het meest bekend is met de rol van Oha in de film Coming to America en het vervolg Coming 2 America.